# Ella (televisieserie)
Ella was de vierde Vlaamse telenovela van VTM, na Sara, LouisLouise en David. De opnames gingen van start in juni 2010 en werden in mei 2011 afgerond.
De titelrol werd vertolkt door Darya Gantura, die eerder in Goesting de rol speelde van Nicolien Vastenavondt. Het verhaal speelt zich af in de stad Lier. De titelsong van Ella is ABC van The Pipettes.
De serie werd ook dagelijks in het najaar van 2010 tot het voorjaar van 2011 op RTL 5 in Nederland uitgezonden.
De serie werd in het najaar 2013-2014 heruitgezonden op vtm en in sinds februari 2015 op vtmKzoom .
De serie werd terug heruitgezonden elke werkdag op vitaya vanaf september 2019 tot en met 12 juni 2020 nadat het publiek gekozen heeft tussen Ella en David.

## Verhaal
De telenovelle Ella is een klassiek Assepoesterverhaal. Nadat haar moeder gestorven is, komt Ella bij haar kwade pleegtante Ursula terecht, voor wie ze als slaafje fungeert. Als Ella achttien jaar oud wordt, besluit ze dat het tijd is om terug te vechten en af te rekenen met haar verleden. Wat volgt is een spannende strijd, waarin Ella haar leerachterstand tracht in te halen en afrekent met het verleden. Uiteraard wordt ze onderweg verliefd.
Als Ella eten probeert te stelen in de plaatselijke nachtwinkel, wordt ze betrapt door de winkelier. Hij herkent haar van vroeger op de camping: het is Jens. Hij loopt haar achterna, maar wordt aangereden door een auto en belandt in een coma. Later, wanneer Ella gaat werken in het plaatselijke ziekenhuis "De Wingerd", ontdekt ze wat ze heeft aangericht. Ze wijkt geen moment van zijn ziekenbed. Hij was immers haar eerste en enige liefde.
Clio De Wachter is allesbehalve blij met de terugkomst van haar stiefzus en doet dan ook alles om haar het leven zuur te maken. Intussen probeert ze de steenrijke eigenaar van het ziekenhuis, Nicolas De Prins, te verleiden. Dit lijkt te lukken, tot hij Ella leert kennen en meteen verliefd wordt op haar 'orchideeënogen'. Clio is woedend en beveelt dokter Werner Wolfs om Ella te ontvoeren en een oogtransplantatie uit te voeren. Op het nippertje wordt Ella gered en zowel Clio als dokter Wolfs verdwijnen met de noorderzon.
Nicolas vraagt Ella ten huwelijk, maar Ella weet niet zeker of ze wel weg wil van haar jeugdliefde Jens. Nicolas begint aan haar te twijfelen. Zeker wanneer ze Ella samen ziet met haar ex-vriendje Frederico en wanneer haar stiefvader Norbert een stokje voor de plannen probeert te steken. Uiteindelijk komt Ella tot inkeer en overtuigt ze Nicolas dat ze van hem houdt. Ze verloven zich.
Na een tijdje keert een vermomde Clio terug als 'Barbara' en gaat ze aan de slag in het kapsalon van Cindy Schatteman en Anthony De Keersmaeker, de beste vrienden van Ella. Ze is vastberaden zich te wreken op haar stiefzuster en Nicolas, maar aangezien ze gezocht wordt door de politie is ze er tegelijkertijd als de dood voor ontmaskerd te worden. Ze schakelt dan ook hulp in, maar uiteindelijk wordt ze alsnog ontmaskerd.
Jens ontwaakt en hij wil Ella veroveren. Ze kussen elkaar, maar Ella maakt hem duidelijk dat ze verloofd is met Nicolas.
Als Nicolas het te weten komt van de kus, stuurt hij Ella weg en stuurt hij haar spullen. Uiteindelijk beginnen Ella en Jens een relatie, maar daar komt al snel een einde aan als blijkt dat hij nog steeds aanpapt met zijn ex-vriendin. Intussen ontfermt Nicolas zich over de hoogzwangere Clio. Hij is ervan overtuigd dat het kind van hem is en wil zijn verantwoordelijkheid nemen door met haar te trouwen.
Wanneer Norbert dreigt te achterhalen dat de baby helemaal niet van Nicolas is, wordt hij ontvoerd door Clio. Intussen versiert ze voor haar stiefzuster Ella een stageplaats als verpleegster in Zuid-Afrika. Net wanneer Ella op het punt staat te vertrekken, worden Norbert en de echte vader bevrijd en komen Nicolas en alle anderen erachter dat Clio hen voor de zoveelste keer bedrogen heeft. Toch vindt Ella dat ze ondanks alles haar kans niet mag laten schieten en vertrekt ze naar het buitenland.
Drie jaar later keert Ella terug uit Zuid-Afrika. Intussen is dokter Arends erachter gekomen dat Ella van adel is: ze is het nichtje van de heer Savoy de Betancourt. Nicolas is dolblij met de terugkeer van zijn geliefde en vraagt haar meteen ten huwelijk. De ceremonie wordt echter grondig verstoord wanneer Clio haar opwachting maakt en dreigt Ella te zullen neerschieten. Alles loopt goed af en Clio wordt gearresteerd. Ella en Nicolas trouwen en leven nog lang en gelukkig.

## Cast

### Hoofdpersonages
| Acteur                 | Personage                                                  | Beroep                                                         | Afloop |
| ---------------------- | ---------------------------------------------------------- | -------------------------------------------------------------- | --- |
| Darya Gantura          | Ella Van De Looverbosch - De Wachter - Savoy de Betancourt | Frituurmedewerker/ Serveuse/ Kapster/ Poetsvrouw/ Verpleegster | Ze behaalt haar verpleegstersdiploma en trouwt met Nicolas                                                                      |
| Gert Winckelmans       | Nicolas De Prins                                           | Eigenaar van De Wingerd                                        | Hij trouwt met Ella |
| Ini Massez             | Cindy Schatteman                                           | Eigenares kapsalon(keten) 'Kapsalon Cindy'                     | Ze vormt een koppel met Walter, wint de lotto en start een kapsalonketen                                                        |
| Rik Verheye            | Anthony De Keersmaecker                                    | Kapper/ Zanger                                                 | Hij trouwt met Lucas, adopteert een kindje en wordt gerant van 'Kapsalon Cindy'                                                 |
| Amaryllis Uitterlinden | Clio De Wachter                                            | Adviseur Nicolas De Prins/ Directrice van 'De Wingerd'         | Ze wordt opgepakt |
| Amaryllis Uitterlinden | Barbara Van Den Broeck                                     | Kapster                                                        | Ze wordt opgepakt |
| Christophe Haddad      | Frederico García Gómez                                     | Poetsman                                                       | Hij komt weer samen met Yasmine en verwacht een kind met haar.                                                                  |
| Roel Vanderstukken     | Lukas Vervloet                                             | Dokter                                                         | Hij trouwt met Anthony en adopteert een kindje.                                                                                 |
| Monika Dumon           | Linda Schoefs                                              | Huishoudster                                                   | Ze verzoent zich met haar dochter Anke, komt weer samen met Norbert en ze gaan samen rentenieren en genieten van hun kleinkind. |
| Jits Van Belle         | Carmen Thys                                                | Poetsvrouw                                                     | Ze begint een relatie met de adellijke oom van Ella.                                                                            |
| Sachli Gholamalizad    | Yasmine Fahadir                                            | Koffiedame                                                     | Ze komt weer samen met Frederico en verwacht een kind van hem                                                                   |
| Gene Bervoets          | Norbert De Wachter                                         | Directeur De Wingerd                                           | Hij komt weer samen met Linda en ze gaan samen rentenieren en genieten van hun kleinkind.                                       |
| Steven Boen            | Jens Martens                                               | Student / winkelbediende                                       | Hij en Ella blijven vrienden.                                                                                                   |
| Karel Deruwe           | Werner Wolfs                                               | Oogarts                                                        | Verdwijnt spoorloos in aflevering 103.                                                                                          |
| Rudy Morren            | Jasper Fahadir                                             | Restaurateur                                                   | Sterft aan een hartkwaal in aflevering 170.                                                                                     |

Gastrollen
| Acteur                | Rol                            |
| --------------------- | ------------------------------ |
| Celine Soetaert       | Ella Van De Looverbosch (jong) |
| Jamie-Lee Six         | Clio De Wachter (jong)         |
| Ina Geerts            | Tessa Van De Looverbosch       |
| Ben Van Den Heuvel    | Jens Martens (jong)            |
| Ingrid De Vos         | Ursula Verbeeck                |
| Deborah De Ridder     | Ria Van Bellingen              |
| Jef Demedts           | Karel Arends                   |
| Geert Willems         | Schoolinspecteur               |
| Wim Van de Velde      | Detective Vandam               |
| Ellen Schoeters       | Lien Mommens                   |
| Nicoline Dossche      | Martha De Vriendt              |
| Herman Boets          | Examinator                     |
| Kristof Verhassel     |                                |
| Jenne Decleir         | Sven                           |
| Amara Reta            | Little John                    |
| Ann Hendrickx         | Agnes                          |
| Luk D’Heu             | Droomburgemeester              |
| Hans Van Cauwenberghe | Ronnie                         |
| Maarten Bosmans       | Walter Deprez                  |
| Nathalie Wijnants     | Vrouw van Walter               |
| Walter Baele          | Sam Stockmans                  |
| Ben Van Ostade        | Pa Martens                     |
| Anke Helsen           | Carla Martens                  |
| Eva Van Den Broeck    | Inge Martens                   |
| Lieven Pattyn         | Danny                          |
| R. Kan Albay          | Reza                           |
| Jeroen Lenaerts       | Pieter                         |
| David Cantens         | Alex Cartier                   |
| Christophe Stienlet   | Koen                           |
| Robert de la Haye     | Tim, onenightstand Cindy       |
| Ivan Pecnik           | Inspecteur De Beer             |
| Manou Kersting        | Hoofdinspecteur Kakelbergs     |
| David Crocaerts       | Bert                           |
| Camilia Blereau       | Leonie De Prins                |
| Francois Beukelaers   | Antoine De Prins               |
| Steve Geerts          | Willem Messiaen                |
| Eddy Vereycken        | Charlie                        |
| Walter Capiau         | Zichzelf                       |
| Marianne Devriese     | Anke De Groot                  |
| Ella-June Henrard     | Lotte                          |